# Porto do Mangue
Porto do Mangue est une municipalité brésilienne située dans l'État du Rio Grande do Norte.